# Fuafatu
Fuafatu é um ilhéu do atol de Funafuti, 5,5 milhas (8,9 km) ao norte de Tefala.